# Kellys Arias
Kellys Arias, född 3 juli 1989, är en friidrottare från Colombia. Hon deltog vid olympiska sommarspelen 2016.